# Jean-Marie-Auguste-Félicien Lambert des Cilleuls
Jean-Marie-Auguste-Félicien Lambert des Cilleuls, francoski general, * 2. april 1885, † 12. november 1980.